# (4457) van Gogh
(4457) van Gogh – planetoida z grupy pasa głównego asteroid okrążająca Słońce w ciągu 4 lat i 125 dni w średniej odległości 2,66 j.a. Została odkryta 3 września 1989 roku Haute-Provence Observatory przez Erica Elsta. Nazwa planetoidy pochodzi od Vincenta van Gogha, holenderskiego malarza. Przed nadaniem nazwy planetoida nosiła oznaczenie tymczasowe (4457) 1989 RU.